# Seznam mexických fotografek
Toto je seznam mexických fotografek, které se v Mexiku narodily nebo jejichž díla jsou s touto zemí úzce spojena.

## A
- Lola Álvarez Bravo (1907–1993), dokumentární obrazy vesnického života, kameramanka v mexickém Národním institutu umění
- Colette Álvarez Urbajtel (* 1934), mexická fotografka francouzského původu, zaměřuje se na každodenní život
- Daisy Ascher (1944–2003), portrétní fotografka

## B
- Ana Casas Broda (* 1965), známá díky fotografické sérii Kinderwunsch

## C
- Carmen Castilleja (aktivní od 80. let), umělecká fotografka
- Blanca Charolet (* 1953), fotoreportérka a portrétní fotografka
- Christa Cowrie (* 1949), německo-mexická fotografka, fotoreportérka, zaměřená na tanec a divadlo

## G

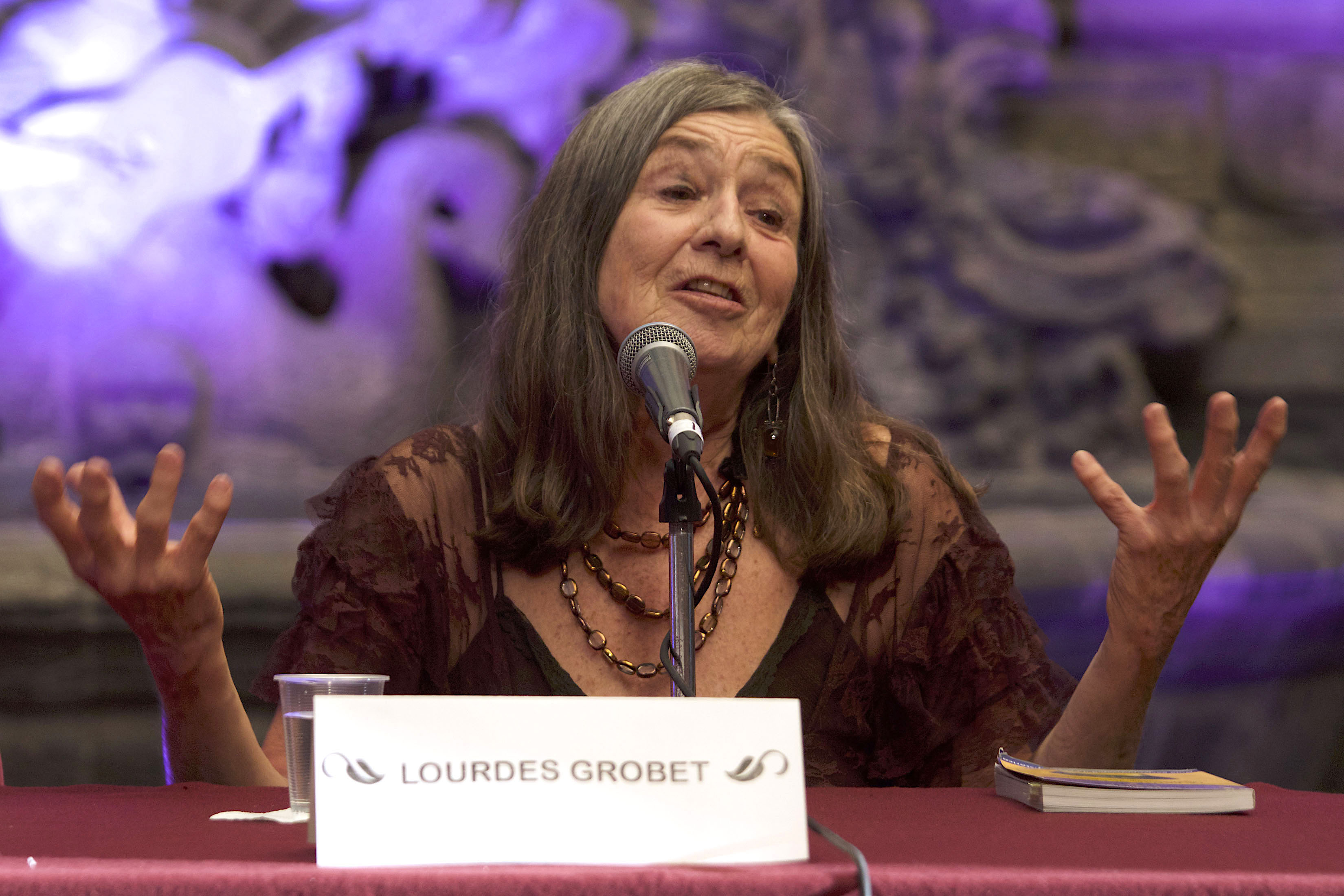
Lourdes Grobetová (1940–2022), uskutečnila studii lucha libre, mexického sportu

- María García (* 1936), fotografka, fotoreportérka
- Flor Garduño (* 1957), zejména dokumentující domorodé národy, portréty žen [1]
- Maya Goded (* 1967), zejména dokumentující lidi ze skrytých nebo opomíjených komunit
- Lourdes Grobetová (1940–2022), uskutečnila studii lucha libre, mexického sportu

## I
- Graciela Iturbide (* 1942), ukazuje každodenní život, zejména domorodého obyvatelstva

## L
- Paulina Lavista (nar. 1945), portréty, každodenní scény, akty
- Aurora Eugenia Latapí (1911–2000), mexická fotografka a první žena, která vstoupila do fotografického klubu Club Fotográfico de México

## M
- Teresa Margolles (* 1963), líčí smrt
- Cristina Goettsch Mittermeier (* 1966), mořská bioložka a ochranářská fotografka, zakladatelka Mezinárodní ligy fotografů ochrany přírody
- Tina Modotti (1896–1942), viz seznam italských fotografek
- Virginia Morales (aktivní od 80. let), umělecká fotografka

## P
- Dulce Pinzon (* 1974), mexičtí a latinští přistěhovalci ve Spojených státech, postavy oblečené jako superhrdinové
- Ambra Polidori (* 1954), současná umělkyně, fotografka

## R
- Daniela Rossell (* 1973), malířka, fotografka

## Y
- Mariana Yampolsky (1925–2002), mexicko-americká fotografka, cestovatelská fotografie a dokumentární tvorba o mexických venkovských oblastech